# Санта Маргерита (Терамо)
Санта Маргерита (итал. Santa Margherita di Atri) је насеље у Италији у округу Терамо, региону Абруцо.
Према процени из 2011. у насељу је живело 234 становника. Насеље се налази на надморској висини од 175 м.